# Vincent Voiture

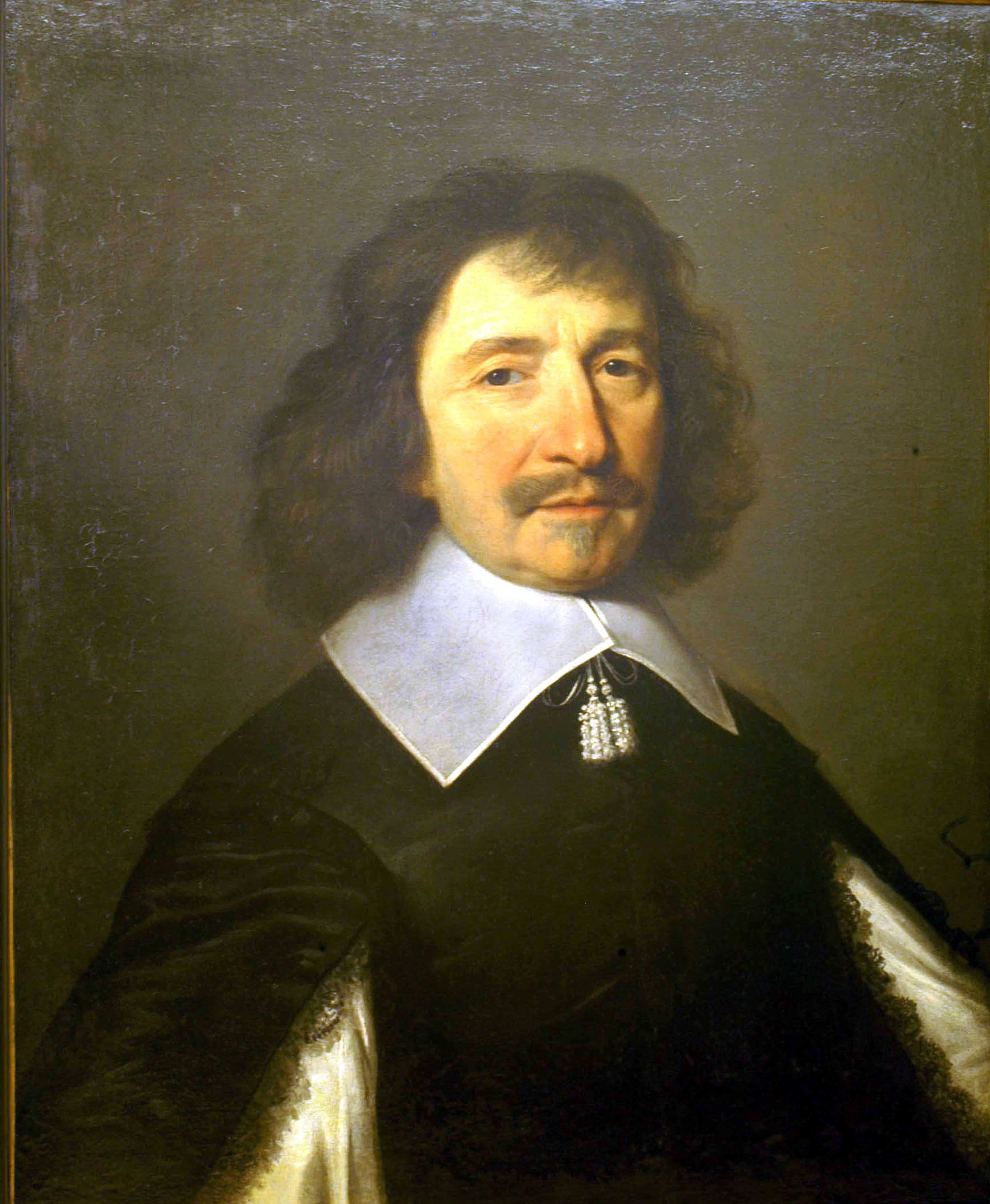
Vincent Voiture

Vincent Voiture (* 23. Februar 1598 in Amiens; † 26. Mai 1648 in Paris) war ein französischer Fürstendiener und Literat.

## Leben
Voiture wuchs auf als Sohn eines vermögenden Weinhändlers, der sein Geschäft von Amiens nach Paris verlegt hatte und hier den Hof belieferte. Er genoss eine gute Bildung und kam über einen adeligen Schulfreund früh mit hochgestellten Personen in Berührung, insbes. dem jüngeren Bruder von Ludwig XIII., Herzog Gaston d’Orléans, bei dem er sich als Sechzehnjähriger mit einem Gedicht einführte. Früh auch pflegte er einen adeligen Lebensstil mit Mätresse, Spiel und Duellen.
Um seinem gesellschaftlichen Ehrgeiz eine solide Basis zu geben, kaufte er 1626 das Amt eines Königlichen Rates (conseiller du Roi), das kaum Pflichten implizierte, aber seinen Inhaber nach Ablauf einer bestimmten Frist in den Adelsstand erhob. Im selben Jahr erhielt er Zugang zum „preziösen“ schöngeistigen Salon der Marquise de Rambouillet, dessen hohe Zeit die nachfolgenden zwei Jahrzehnte wurden, während derer er dort mit seiner eleganten Konversation und seinen unterhaltsamen Einfällen sowie seinen Versen und Briefen tonangebend war.
Ebenfalls 1626 wurde er von Herzog Gaston als „gentilhomme ordinaire“ in sein Personal aufgenommen und bald mit der protokollarischen Aufgabe betraut, die Botschafter ausländischer Fürsten bei ihm einzuführen. Denn Gaston war aufgrund der langen, bis 1638 währenden Kinderlosigkeit von Ludwig XIII. viele Jahre hindurch potenzieller Thronfolger und wurde als solcher nicht nur häufig in Adelskomplotte gegen den allmächtigen Minister Kardinal Richelieu hineingezogen, sondern auch von fremden Mächten umworben, die mit oder gegen Frankreich am Dreißigjährigen Krieg (1618–48) beteiligt waren.
Als 1628 Herzog Gaston ein erstes Mal verbannt wurde, folgte Voiture ihm ins Exil nach Lothringen, das noch zum Deutschen Reich gehörte; 1631 folgte er ihm in das damals spanische also feindliche Brüssel. 1633 reiste er für ihn, denn offenbar besaß er Spanischkenntnisse, in diplomatischer Mission nach Madrid, wobei er einen Abstecher ins nordafrikanische Ceuta machte und über Lissabon und England zurückkehrte. Die Briefe und Versepisteln, die er jeweils aus der Ferne an Freunde vom Hôtel de Rambouillet schickte, waren dort stets ein Ereignis und wahrten ihm in Abwesenheit seinen Platz als zentrale Figur.
Über das Hôtel de Rambouillet hatte Voiture naturgemäß Anschluss an Pariser Literatenkreise gefunden. Insbesondere zählte er zum Zirkel um Valentin Conrart und gehörte so, als dieser 1634 von Richelieu zum Gründungskern der Académie française bestimmt wurde, zu deren ersten Mitgliedern.
Spätestens hierdurch trat er, trotz seiner Nähe zu Herzog Gaston, in ein näheres Verhältnis zu Richelieu, dem er sich 1636 durch ein Gedicht über die glückliche Rückeroberung von Corbie empfahl, das von spanischen Truppen eingenommen worden war.
1638 reiste Voiture, der auch über Italienischkenntnisse verfügte, in diplomatischer Mission des Königs zum Großherzog von Toscana. Bei einem Abstecher nach Rom kümmerte er sich dort um einen Prozess der aus Italien stammenden Marquise de Rambouillet, verkehrte mit Literaten und wurde in eine „Akademie der Humoristen“ aufgenommen.
Zurück in Paris erreichte er den Höhepunkt seiner Höflingskarriere, als er 1639 von Ludwig XIII. zum Königlichen Hofmeister (maître d’hôtel du Roi) ernannt wurde, eine Beinahe-Sinekure mit erfreulichem Gehalt, das vermehrt wurde durch eine jährliche Pensionszahlung von 1000 Écus, die ihm die Königin aus ihrer Schatulle gewährte. Als ihn 1642 sein alter Schulfreund, der in der Steuererhebung tätig war, zu einer Art Bürochef mit 4000 Écus Jahreseinkommen machte, war Voiture mehr als nur wohlhabend.
Nach dem Tod Richelieus 1642 und Ludwigs XIII. 1643 schaffte er es, auch die Gunst des neuen mächtigen Mannes, des Kardinals Mazarin, zu erlangen.
Nach wie vor verkehrte er im Hôtel de Rambouillet. So war er dort 1645 Protagonist eines literarischen Duells in Sonetten, zu dem ihn ein gewisser Claude de Malleville herausforderte und das lange Diskussionen auslöste. Und noch gegen 1650, also nach seinem Tod, sorgte er für Gesprächsstoff, als der vor allem als Dramatiker aktive Isaac de Benserade ein Sonett von ihm mit einem themengleichen Gedicht zu übertreffen versuchte.

## Schaffen
Bedingt durch seine Existenz als nur dilettierender Autor, verfasste Voiture überwiegend kurze Texte wie Sonette, Balladen, Rondeaus, Episteln und Briefe. Das Markenzeichen dieser Texte sind Gefälligkeit, Esprit und Leichtigkeit bei formaler Perfektion. So sind die Gedichte in Metrik und Sprache sowie in ihrer Metaphorik und Gedanklichkeit durchaus kunstvoll, wirken aber selten angestrengt oder gar gekünstelt. Gemäß dem in der Salonliteratur geltenden Ideal eines „mittleren“ Stils, vermeiden sie Pathos und Emphase ebenso wie Gelehrsamkeit, Derbheit oder Schlüpfrigkeit. Voitures Dichtungen widmen sich zumeist zum einen den Themen Frauenschönheit und Liebe, die – in Anlehnung an Clément Marot – spielerisch-galant behandelt werden, zum anderen dem Fürstenlob, das jedoch unaufdringlich-launig daherkommt. Die Briefe sind, ohne ihren Charakter als ausgefeilte Kunstwerke zu leugnen, nicht für ein zu beeindruckendes anonymes Publikum verfasst, sondern stets an konkrete Empfänger gerichtet. Mit ihrer Ausrichtung an der kultivierten gesprochenen Sprache der Salons, ihrem Humor und ihren diskreten privaten Anspielungen sollten sie spontan und vor allem persönlich wirken, obwohl sie sichtlich dazu bestimmt waren, auch von Dritten, zumal gemeinsamen Bekannten, gelesen und goutiert zu werden.
Da ihm der Beifall einer engeren Hörer- und Leserschaft von Kennern genügte, bemühte Voiture sich nicht um die Verbreitung seiner Texte per Druck. So wurde er einem größeren Publikum erst postum bekannt dank einer einbändigen Sammelausgabe seiner Gedichte und Briefe, die 1650 ein Neffe unter dem Titel Œuvres publizierte. Sie wurde bis 1745 häufig neu aufgelegt und hat viele spätere Autoren beeinflusst, beispielsweise Jean de La Fontaine, Nicolas Boileau oder Madame de Sévigné.

## Werke
Neuere Ausgaben der Werke Voitures mit Anmerkungen etc. besorgten Rour (1856), Ubicini (1856) und Uzanne („Lettres“, 1880, 2 Bände). Die jüngste Ausgabe enthält nur die Gedichte: Poésies (2 Bde., édition posthume établie par H. Lafay, 1971).